# Marco Antonio Cavazzoni
Marco Antonio Cavazzoni, auch Marco Antonio da Bologna, Marco Antonio da Urbino (* 1480 in Bologna; † 1559) war ein italienischer Komponist und Organist.
Cavazzoni erhielt in seiner Jugend eine hervorragende akademische und musikalische Ausbildung. Seine Laufbahn als Musiker fand überwiegend in Venedig statt. In jungen Jahren stand er möglicherweise in den Diensten der Familie Cornaro. Zwischen 1517 und 1524 wirkte er als Sänger am Markusdom und Organist an Santo Stefano. 1520–21 hielt er sich im Vatikan auf, um vor Papst Leo X. aufzutreten.
Nach seiner Rückkehr nach Venedig veröffentlichte er Recerchari, motetti, canzoni [...] libro primo. Es ist eine Sammlung von Werken für Tasteninstrumente, darunter die ersten bekannten Ricercare für Orgel sowie vier Lieder und zwei Motetten, die wie Bearbeitungen von Vokalwerken wirken. Nach einem kurzen Aufenthalt in Padua, wo er mit Pietro Bembo bekannt war, wirkte Cavazzoni ab 1528 erneut etwa zehn Jahre in Venedig.
In den 1530er Jahren war er vermutlich Organist an den Kathedralen von Treviso und Chioggia, nach 1537 stand er wahrscheinlich auch in den Diensten von Eleonora Gonzaga della Rovere. Später kehrte er an den Markusdom zurück, wo er mit Marc' Antonio de Alvise zusammenarbeitete, mit dem er gelegentlich verwechselt wird. Sein Sohn Girolamo Cavazzoni wurde gleichfalls als Organist und Komponist bekannt.